# Музей архиепархии в Познани

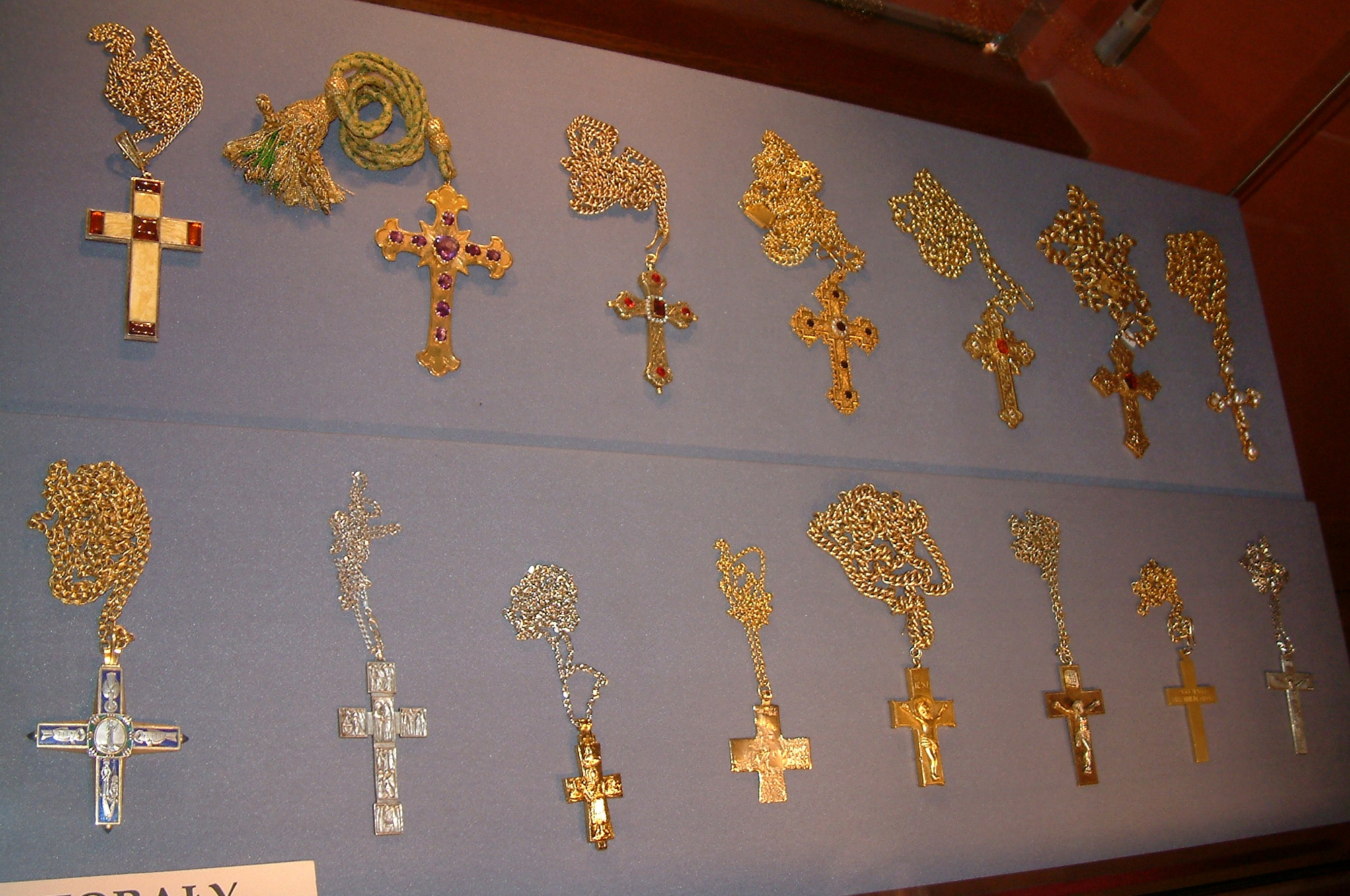
Наперсные кресты

Музей архиепархии в Познани (польск. Muzeum Archidiecezjalne w Poznaniu) - музей, расположенный на Тумском острове в Познани, был открыт в 1898 году, что делает его одним из старейших музеев Польши. Музей является частью Королевско-императорского маршрута.  

## История
В XVI веке, благодаря епископу Яну Лубранскому, который во время своих путешествий в Италию, был восхищён культурой Возрождения, на Тумском острове была построена Академия Лубранского (первое высшее учебное заведение в Познани). 
В 1898 году, aрхиепископ Флориан Стаблевский, обеспокоенный политикой Германской империи по отношению к польской культуре, решил основать музей, задачей которого будет сбор и защита различных предметов церковной литургии, имеющих художественную, историческую или материальную ценность.  
Историк Болеслав Ежепки, был назначен Стаблевским за отбор экспонатов, а опекуном коллекции - преподобный Юзеф Залевский. Коллекция на тот момент хранилась на территории бывшего монастыря. Монахини, проживающие в монастыре на Тумском острове, были изгнаны из него немецкими властями в рамках политики Культуркампф.  
Коллекция разрасталась, а места для её хранения в монастыре становилось всё меньше. Музей находился в затруднительном положении - не хватало сотрудников и финансовых средств на его содержание, поэтому он только изредка открывался для посетителей. Так продолжалось до конца Первой мировой войны.  
После обретения Польшей независимости, после долгих консультаций и переговоров, на рубеже 1923—24 годов, собрание было решено передать государству. По соглашению между церковью и государством, в бывшем Императорском замке был основан Музей церковного искусства. Ожидалось, что музей будет жить только на выручку от продажи пропускных билетов, поэтому у него быстро закончились деньги на основные нужды. В начале 1929 года музей был закрыт, а коллекция возвращена в неотапливаемое, сырое здание монастыря, в помещения, совершенно непригодные для хранения произведения искусства.  
Во время Второй мировой войны многие произведения искусства из коллекции, были утрачены или вывезены из Польши.     
После вхождения Польши в 2004 году в состав Европейского Союза, музею было передано здание бывшей Академии Лубранского, в котором был произведён генеральный ремонт. Официальное открытие музея произошло в сентябре 2007 года.      

## Коллекция
Одним из самых старых экспонатов коллекции музея является деревянная фигурка Пресвятой Девы Марии из Олобока, датируемая примерно 1320 годом. Самым ценным экспонатом музея считается меч апостола Петра, который был привезён в Познань в 968 году. 